# Dyskografia Burning Speara
Dyskografia Burning Speara, jamajskiego wykonawcy muzyki roots reggae.

## Albumy studyjne
| L.p. | Tytuł                                              | Data wydania | Wytwórnia                          | Format |
| ---- | -------------------------------------------------- | ------------ | ---------------------------------- | ------ |
| 1.   | Studio One Presents Burning Spear                  | 1973         | Coxsone                            | LP     |
| 2.   | Rocking Time                                       | 1974         | Coxsone                            | LP     |
| 3.   | Marcus Garvey                                      | 1975         | Mango / Fox / Island               | LP     |
| 4.   | Garvey's Ghost                                     | 1976         | Mango / Fox / Island               | LP     |
| 5.   | Man in the Hills                                   | 1976         | Mango / Island                     | LP     |
| 6.   | Dry & Heavy                                        | 1977         | Mango / Island                     | LP     |
| 7.   | Marcus' Children (w USA) Social Living (w Europie) | 1978         | Blue Mountain Music Mango / Island | LP     |
| 8.   | Living Dub Vol. 1                                  | 1979         | Mango / Island                     | LP     |
| 9.   | Hail H.I.M.                                        | 1980         | Burning Music                      | LP     |
| 10.  | Living Dub Vol. 2                                  | 1982         | Burning Music                      | LP     |
| 11.  | Farover                                            | 1982         | Burning Music                      | LP     |
| 12.  | The Fittest of the Fittest                         | 1983         | Burning Music                      | LP     |
| 13.  | Resistance                                         | 1985         | Burning Music                      | LP     |
| 14.  | People of the World                                | 1986         | Slash                              | CD, LP |
| 15.  | Mistress Music                                     | 1988         | Slash                              | CD, LP |
| 16.  | Mek We Dweet                                       | 1990         | Mango / Island                     | CD, LP |
| 17.  | Jah Kingdom                                        | 1991         | Mango / Island                     | CD, LP |
| 18.  | The World Should Know                              | 1993         | Heartbeat / Déclic                 | CD, LP |
| 19.  | Rasta Business                                     | 1995         | Heartbeat / Déclic                 | CD, LP |
| 20.  | Living Dub Vol. 3                                  | 1997         | Heartbeat / Déclic                 | CD     |
| 21.  | Appointment With His Majesty                       | 1997         | Heartbeat / Musidisc               | CD, LP |
| 22.  | Living Dub Vol. 4                                  | 1999         | Heartbeat / Musidisc               | CD     |
| 23.  | Calling Rastafari                                  | 1999         | Heartbeat / Musidisc               | CD, LP |
| 24.  | Freeman                                            | 2003         | Burning Music                      | CD, LP |
| 25.  | Living Dub Vol. 6                                  | 2004         | Burning Music                      | CD     |
| 26.  | Our Music                                          | 2005         | Burning Music                      | CD, LP |
| 27.  | Living Dub Vol. 5                                  | 2006         | Burning Music                      | CD     |
| 28.  | Jah Is Real                                        | 2008         | Burning Music                      | CD, LP |

## Albumy koncertowe
| L.p. | Tytuł                                                                         | Data wydania | Wytwórnia        | Format | Komentarz                                                              |
| ---- | ----------------------------------------------------------------------------- | ------------ | ---------------- | ------ | ---------------------------------------------------------------------- |
| 1.   | Live                                                                          | 1977         | Mango / Island   | LP     | nagranie z koncertu w Londynie w październiku 1977 roku                |
| 2.   | Live in Paris Zenith '88                                                      | 1989         | Slash            | CD, LP | nagranie z koncertu w Paryżu w maju 1988 roku                          |
| 3.   | Love & Peace: Burning Spear Live! (w USA) Live 1993: Love & Peace (w Europie) | 1994         | Heartbeat Declic | CD, LP | nagranie z trasy koncertowej w Stanach Zjednoczonych w roku 1993       |
| 4.   | (A)live                                                                       | 1998         | Musidisc         | CD     | nagranie z koncertów w Malmesbury i San Francisco w roku 1997          |
| 5.   | Live at Montreux Jazz Festival 2001                                           | 2002         | Burning Music    | CD     | nagranie z koncertu na festiwalu jazzowym w Montreux w lipcu 2001 roku |
| 6.   | Live in Vermont                                                               | 2004         | Burning Music    | DVD    | nagranie z koncertu w Vermont w lipcu 1998 roku                        |
| 7.   | Live in South Africa 2000                                                     | 2004         | Burning Music    | CD+DVD | nagranie z koncertu w Johannesburgu w grudniu 2000 roku                |

## Kompilacje
| L.p. | Tytuł                                         | Data wydania | Wytwórnia       | Format | Komentarz |
| ---- | --------------------------------------------- | ------------ | --------------- | ------ | --- |
| 1.   | Harder Than the Best                          | 1979         | Mango / Island  | LP     | składanka "the best of" |
| 2.   | Reggae Greats: Burning Spear                  | 1984         | Mango / Island  | LP     | składanka z serii "Reggae Greats"                                                                                               |
| 3.   | Marcus Garvey / Garvey's Ghost                | 1987         | Mango / Island  | CD     | składanka zawierająca reedycję albumów Marcus Garvey oraz Garvey's Ghost, wydana z okazji 100. rocznicy urodzin Marcusa Garveya |
| 4.   | The Fittest Selection                         | 1987         | EMI             | CD     | składanka "the best of" |
| 5.   | The Original Burning Spear                    | 1992         | Sonic Sounds    | CD     | składanka "the best of" |
| 6.   | Chant Down Babylon                            | 1996         | Island          | CD     | dwupłytowa składanka "the best of"                                                                                              |
| 7.   | Best of Burning Spear                         | 1996         | Declic          | CD     | składanka "the best of" |
| 8.   | Spear Burning                                 | 2001         | Pressure Sounds | CD     | składanka utworów wydanych w latach 1975-79 jako single                                                                         |
| 9.   | Ultimate Collection: Burning Spear            | 2001         | Hip-O           | CD     | składanka z serii "Ultimate Collection"                                                                                         |
| 10.  | Rare & Unreleased                             | 2001         | Revolver        | CD     | składanka "the best of" |
| 11.  | Best of the Fittest                           | 2001         | EMI             | CD     | składanka "the best of" |
| 12.  | The Millenium Collection: Burning Spear       | 2002         | Island          | CD     | składanka z serii "The Millenium Collection"                                                                                    |
| 13.  | Jah No Dead: An Introduction To Burning Spear | 2003         | Island          | CD     | składanka "the best of" |
| 14.  | Creation Rebel                                | 2004         | Heartbeat       | CD, LP | składanka "the best of" |
| 15.  | Burning Spear & Friends: Travelling           | 2004         | Clocktower      | CD, LP | składanka "the best of" |
| 16.  | Sounds from the Burning Spear                 | 2004         | Soul Jazz       | CD, LP | składanka "the best of" |
| 17.  | Gold                                          | 2005         | Island          | CD     | dwupłytowa składanka "the best of"                                                                                              |
| 18.  | The Experience                                | 2007         | Burning Music   | CD+DVD | dwupłytowa składanka "the best of"                                                                                              |
| 19.  | The Best of Burning Spear                     | 2008         | Virgin          | CD     | składanka "the best of" |

## Inne
Burning Spear wydał około 50 singli na winylach 7" i 12". Wiele jego piosenek znalazło się na różnych składankach z muzyką reggae.